# Tandiguán
Tandiguán är en ort i Mexiko.   Den ligger i kommunen Jilotlán de los Dolores och delstaten Jalisco, i den södra delen av landet, 400 km väster om huvudstaden Mexico City. Tandiguán ligger 627 meter över havet och antalet invånare är 256.
Terrängen runt Tandiguán är kuperad, och sluttar österut. Runt Tandiguán är det ganska glesbefolkat, med 28 invånare per kvadratkilometer. Närmaste större samhälle är Tepalcatepec, 13,6 km öster om Tandiguán. I omgivningarna runt Tandiguán växer huvudsakligen savannskog.